# シラ・リショニ
シラ・リショニ（ヘブライ語: שירה ראשוני、Shira Rishony 1991年2月21日- ）はイスラエルのテルアビブ出身の柔道選手。階級は48kg級。身長150cm。

## 経歴
2009年のマカビア競技大会48kg級で優勝した。2013年のグランプリ・タシュケントでIJFワールド柔道ツアー初優勝を果たした。2015年のグランドスラム・パリでは3位だった。2016年のリオデジャネイロオリンピックでは初戦でウクライナのマリナ・チェルニアクに反則負けを喫した。2019年には地元で開催されたグランプリ・テルアビブで優勝した。2021年7月に日本武道館で開催された東京オリンピックでは準々決勝でモンゴルのムンフバット・ウランツェツェグに敗れると、その後の3位決定戦でもウクライナのダリア・ビロディドに敗れて5位にとどまった。
IJF世界ランキングは3098ポイント獲得で9位(23/1/30現在)。

## 主な戦績
- 2009年 - マカビア競技大会　優勝
- 2012年 - ワールドカップ・タシュケント　優勝
- 2013年 - グランプリ・アルマトイ　3位
- 2013年 - グランプリ・タシュケント　優勝
- 2014年 - ヨーロッパオープン・タリン　優勝
- 2014年 - グランプリ・チェジュ　3位
- 2015年 - ワールドマスターズ　5位
- 2015年 - グランドスラム・パリ　3位
- 2016年 - グランプリ・ハバナ　2位
- 2017年 - グランドスラム・バクー　3位
- 2017年 - グランプリ・アンタルヤ　2位
- 2018年 - グランプリ・フフホト　3位
- 2019年 - グランプリ・テルアビブ　優勝
- 2019年 - グランプリ・フフホト　3位
- 2019年 - グランプリ・モントリオール　3位
- 2019年 - グランドスラム・ブラジリア　3位
- 2021年 - グランドスラム・アンタルヤ　3位
- 2021年 - 東京オリンピック　5位
- 2021年 - 東京オリンピック混合団体　3位
- 2021年 -　グランドスラム・バクー 3位
- 2022年 -　ヨーロッパ選手権　3位
- 2023年 -　グランプリ・アルマダ　3位
- 2023年 -　グランドスラム・アンタルヤ　2位

(出典)